# Port Alexander
Port Alexander es una ciudad ubicada en el Área censal de Petersburg en el estado estadounidense de Alaska. En el Censo de 2010 tenía una población de 52 habitantes y una densidad poblacional de 1,34 personas por km².

## Geografía
Port Alexander se encuentra en las coordenadas 56°14′7″N 134°39′13″O / 56.23528, -134.65361. Según la Oficina del Censo de los Estados Unidos, Port Alexander tiene una superficie total de 38.88 km², de la cual 8.99 km² corresponden a tierra firme y (76.88%) 29.89 km² es agua.

## Demografía
Según el censo de 2010, había 52 personas residiendo en Port Alexander. La densidad de población era de 1,34 hab./km². De los 52 habitantes, Port Alexander estaba compuesto por el 90.38% blancos, el 0% eran afroamericanos, el 3.85% eran amerindios, el 3.85% eran asiáticos, el 0% eran isleños del Pacífico, el 0% eran de otras razas y el 1.92% pertenecían a dos o más razas. Del total de la población el 1.92% eran hispanos o latinos de cualquier raza.